# Rocket Power (Quavo)
Rocket Power è il secondo album in studio da solista del rapper statunitense Quavo, pubblicato nel 2023.

## Tracce
1. Fueled Up – 3:08
2. Patty Cake (with Takeoff) – 2:13
3. Mama Told Me – 2:25
4. Who Wit Me – 2:21
5. Narkedo Speaks – 0:54
6. Hold Me – 2:21
7. Where Can I Start – 2:29
8. Wall to Wall – 2:42
9. Turn Yo Clic Up (with Future) – 3:50
10. Back Where It Begins (with Takeoff featuring Future) – 3:50
11. 11.11 – 2:30
12. Galaxy – 2:39
13. Disciples – 2:48
14. Focused (featuring Young Thug) – 3:57
15. Stain (with Hunxho featuring BabyDrill) – 3:46
16. Not Done Yet – 2:20
17. Rocket Power – 3:36
18. Greatness – 3:05

## Classifiche
| Classifica (2023) | Posizione raggiunta |
| ----------------- | ------------------- |
| Stati Uniti       | 18                  |